# Карпухин, Иван Егорович
Иван Егорович Карпухин (5 февраля 1936, Альшеевский район — 21 апреля 2023) — российский поэт, писатель, фольклорист. Доктор филологических наук, профессор. Заслуженный деятель науки Республики Башкортостан (2006).

## Биография
Родился 5 февраля 1936 года в п. Васильевка Альшеевского района БАССР.
Интерес к устной народной поэзии ему был привит его мамой — Анной Михайловной и сестрой Тамарой.
Окончил Адамовскую семилетнюю школу, с отличием — Давлекановское педучилище, в 1960 году — историко-филологический факультет Стерлитамакского пединститута.
Работал школьным учителем-словесником, заведующим учебной частью Стерлибашевской средней школы № 2. С 1962 года в Стерлитамакском пединституте, с 1967 года — замдекана, в 1974—1982 годах — декан факультета русского языка и литературы, с 1982 года — проректор по научной работе; с 2003 года — завкафедрой русской и зарубежной литературы и заведующий лабораторией Стерлитамакского филиала АН РБ. В Стерлитамакской педагогической академии читает лекции по русскому народному творчеству, истории древнерусской литературы и литературе XVIII века, руководит спецсеминаром «Миф. Фольклор. Литература». Писал стихи, сказки.
Умер 21 апреля 2023 года на 88-м году жизни.

## Научная деятельность
В 1974 году защитил кандидатскую диссертацию, в 1998 году — докторскую в МГОПУ им. М. А. Шолохова на тему «Свадьба русских Башкортостана как фольклорно-игровой комплекс (вопросы поэтики и межэтнических взаимодействий)».
С 1966 года — руководитель фольклорных экспедиций по Башкортостану.
Основные направления исследований:
- русский фольклор в многоэтнической среде РБ,
- взаимодействие с фольклором других народов республики.

Автор более 500 научных, учебно-методических и творческих работ, включая 20 книг и брошюр; под его редакцией издано около 70 монографий, учебных пособий, сборников научных трудов и творческих работ.

### Избранные труды
- Русская свадьба в Башкортостане (состояние, поэтика, межэтнические взаимосвязи). — Уфа; Стерлитамак, 1999. — 381 с.
- Зоренька вечерняя. — Стерлитамак: СГПИ, 2000. — 129 с.
- Частушки (в устах нерусских Башкортостана). — Уфа: Китап, 2003. — 528 с.
- Русское устное народное творчество. — М.: Высшая школа, 2005. — 280 с.
- Частушки (устами русских). — Уфа: Китап, 2006. — 776 с.
- Моя судьба — Башкортостан. — Уфа: Гилем, 2007. — 172 с.
- Сказки. — Уфа: Китап, 2008. — 440 с.
- Фольклор русских Башкортостана. — Стерлитамак: СГПА, 2008. — 102 с.
- Свадьбы в Башкортостане на стыке тысячелетий. — Уфа: Гилем, 2009. — 480 с. + илл. 16 с.
- Частушки в Башкортостане на рубеже тысячелетий. — Уфа: Гилем, 2011. — 220 с. + илл. 16 с.

## Награды и звания
- медали, в том числе:
  - «За доблестный труд. В ознаменование 100-летия со дня рождения В. И. Ленина» (1970)
  - «Ветеран труда» (1989)
  - «80 лет Великой Октябрьской социалистической революции» (1997)
- Отличник народного просвещения РСФСР (1977)
- «За отличные успехи в работе. Высшая школа СССР» (1980)
- «Заслуженный учитель школы Башкирской АССР» (1986)
- «Отличник образования Республики Башкортостан» (1996)
- «Почётный работник высшего профессионального образования Российской Федерации» (2000)
- «Заслуженный деятель науки Республики Башкортостан» (2006)
- Литературная премия имени Гали Ибрагимова (2006)
- Почётный профессор СГПА им. Зайнаб Биишевой (2012)
- Почётный гражданин Альшеевского района Республики Башкортостан (2012).